# 옥천군의 지질

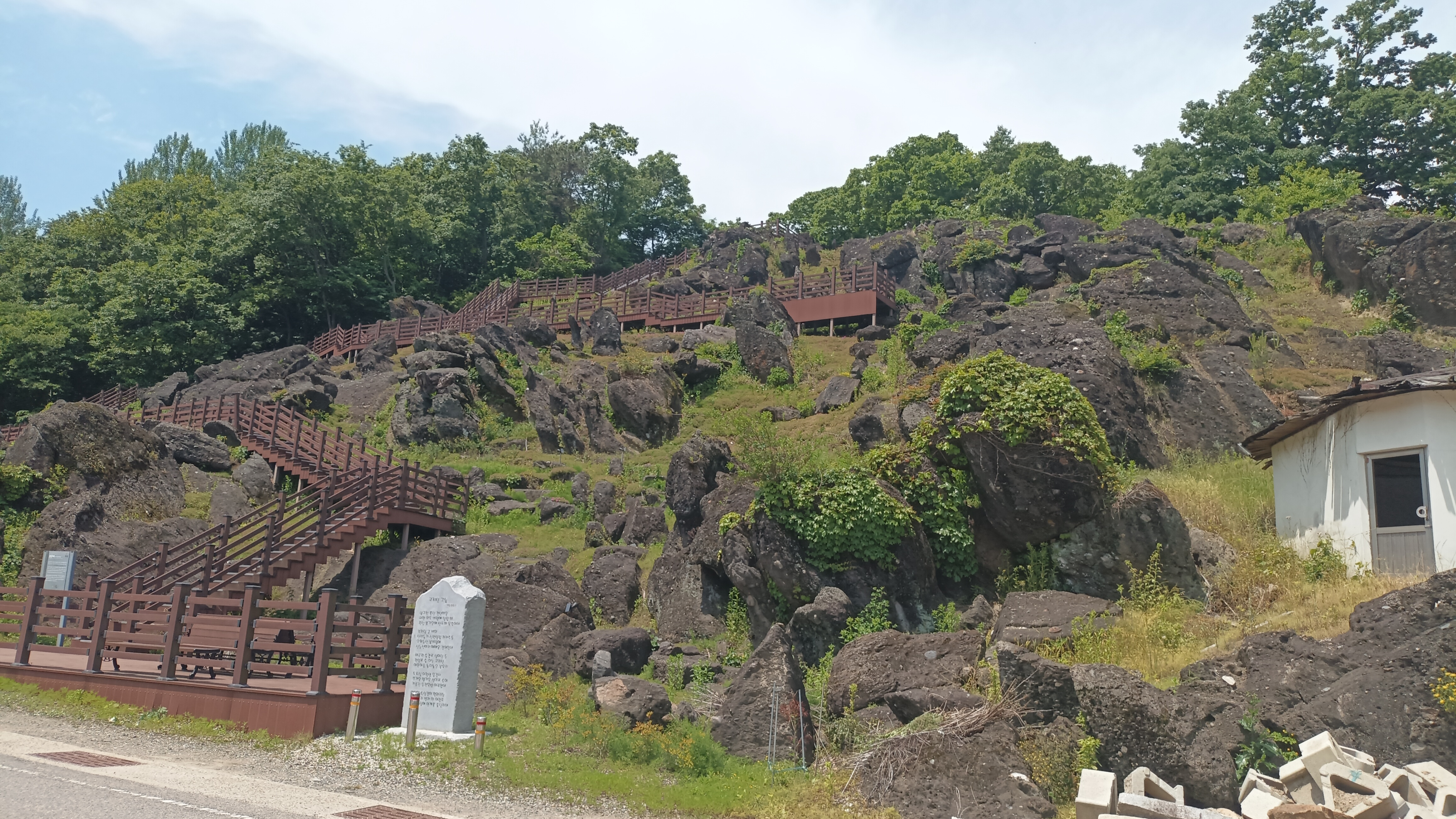
돌팡깨의 옥천 누층군 황강리층

본 문서에서는 대한민국 충청북도 옥천군의 지질에 대해 설명한다.

## 개요
옥천군은 지체 구조상 옥천 습곡대 한가운데에 위치한다. 옥천대(沃川帶; Okcheon belt) 또는 옥천 습곡대(Okcheon folded zone)는 한반도 중·남부지역에 북동-남서 방향으로 발달하고 경기 지괴와 영남 지괴 사이에 자리잡고 있으며 고생대 이후 조선 누층군과 평안 누층군, 옥천 누층군이 퇴적되어 형성된 지괴이다. 지리적으로 강원도 평창군에서 단양군, 옥천군 등을 지나 전라남도 남서부 지역까지 이어지며 그 폭은 약 70~80 km이다. 옥천 습곡대의 이름은 옥천군에서 유래되었다. 옥천군의 지질은 대부분 옥천 누층군의 변성퇴적암 지층 창리층, 문주리층, 황강리층, 마전리층 등으로 구성되며 옥천군 동부에는 보은탄전의 일부인 조선 누층군과 평안 누층군이 소규모 분포한다. 옥천군 남동부 이원면 지역에는 영동 분지의 퇴적암 영동층군이 아주 조금 분포한다. 그리고 이들을 중생대 쥐라기 대보 화강암류인 옥천 화강암과 백악기 불국사 화강암류인 석영반암이 관입하고 있다.
한국지질자원연구원의 1:5만 지질도폭 상으로는 보은 지질도폭(1977)의 남부, 청산 지질도폭(1985)의 남서부, 옥천 지질도폭(1978)의 중·북부, 영동 지질도폭(1985)의 북서부에 해당한다.

## 보은탄전
보은탄전(報恩炭田)은 충청북도 보은군 마로면, 옥천군 청성면과 청산면, 영동군 용산면, 경상북도 상주시 모서면 화현리와 화서면, 화동면 일대에 분포하는 무연탄 산지이다. 보은탄전에는 조선 누층군 석회암과 평안 누층군이 분포한다.

### 조선 누층군
보은탄전의 조선 누층군은 옥천군 내에서 청산면 만월리에서 청성면까지 북동-남서 방향으로 대상(帶狀) 분포하며 평안 누층군과는 충상단층으로 접하고 있다. 대개 석회암으로 구성된다.

### 평안 누층군
보은탄전의 평안 누층군은 하부사암대와 상부셰일대로 구분되며 옥천군 지역에서도 이와 같이 구분된다. 하부사암대는 청산면 만월리~청성면 화성리 및 청산면 명티리 지역에 분포하며 (암)회색 사암이 우세하고 회색 또는 흑색 셰일 및 탄층이 협재된다. 상부셰일대는 흑색 셰일과 흑연질 무연탄으로 구성되며 만월리 부근에서 소규모로 석탄을 개발한 적 있다. 석회암과 충상단층으로 접하는데 경계부에 파쇄대가 발달하고 인편상대(Imbricate zone)가 발달한다.

## 옥천 누층군
옥천 누층군은 그 이름처럼 옥천군에서 이름이 유래되었으며 제천시에서 충주시, 괴산군, 보은군, 옥천군, 금산군, 논산시를 거쳐 완주군에 이르기까지 분포하는 옥천 변성대의 변성퇴적암 지층이다. 옥천군 내에서는 안내면, 안남면, 동이면, 군북면, 군서면 등지에 분포한다.
옥천 누층군은 옥천 습곡대에 발달하는 변성퇴적암 지층으로, 심한 변형 작용을 받아 화석이 거의 없고 구조적 해석이나 방사능 절대연령 측정도 어려워 아직까지도 그 형성 시기와 조선 누층군과의 관계가 명확하게 밝혀지지 않았다. 옥천 누층군의 퇴적 시기에 대해서는 선캄브리아기라는 주장과 캄브리아기 이후라는 두 가지 주장이 대립하고 있다. 충주(1965), 황강리(1965), 제천(1967) 지질도폭에서 옥천 누층군은 시대 미상의 암석으로 분류되었으나, 장기홍(1972)은 충주시의 향산리 돌로마이트질 석회암층에서 고배류(古盃類; Archeocyatha) 화석을 발견하였고 이에 따라 계명산층을 선캄브리아기로, 향산리 돌로마이트층, 대향산 규암층, 문주리층 및 창리층을 조선 누층군에 대비하였으며 이재화 외(1989)는 황강리층에서 오르도비스기에 해당하는 코노돈트 화석을 발견하여 적어도 옥천 누층군의 일부는 고생대에 해당한다는 주장도 제기되었다. 클루젤 외(1991, 1992)는 옥천 누층군과 조선 누층군의 지층들은 동일 시대의 지층으로, 두 누층군의 암상의 차이는 분지의 깊이에 따른 횡적 퇴적상의 변화(lateral equivalent)로 보았다.
| 지질시대                        | 충주 지질도폭 (1965)                         | 김옥준 (1968)                                         | 손치무 (1970) | 손치무 (1970)                                          | Reedman et al.(1973) | Reedman et al.(1973)                                  | Lee (1974)                               | Chough & Bahk (1992)                            | Lee (1995) | Lee (1995)                                   | 이민성 외 (1998)                             | 임순복 외 (2005, 06, 07)   | 최덕근 외 (2012) | 최덕근 외 (2012)                         |
| ------------------------------- | -------------------------------------------- | ----------------------------------------------------- | ------------- | ------------------------------------------------------ | -------------------- | ----------------------------------------------------- | ---------------------------------------- | ----------------------------------------------- | ---------- | -------------------------------------------- | -------------------------------------------- | -------------------------- | ---------------- | ---------------------------------------- |
| 트라이아스기                    | -                                            | -                                                     | -             | -                                                      | -                    | -                                                     | 황강리층                                 | -                                               | -          | -                                            | -                                            | -                          | -                | -                                        |
| 페름기 석탄기 데본기 실루리아기 | 문주리층 황강리층 명오리층 북노리층 서창리층 | -                                                     | 옥천층군      | 황강리층 운곡리층 서창리층 문주리층 미원층 대향산 규암 | -                    | -                                                     | -                                        | 문주리층 황강리층 한수 석회암 명오리층 북노리층 | -          | -                                            | 문주리층 황강리층 명오리층 북노리층 서창리층 | E 층 비봉층 C 층 B 층 A 층 | -                | -                                        |
| 페름기 석탄기 데본기 실루리아기 | 문주리층 황강리층 명오리층 북노리층 서창리층 | -                                                     | 충주층군      | 대향산층 계명산층                                      | -                    | -                                                     | -                                        | 문주리층 황강리층 한수 석회암 명오리층 북노리층 | -          | -                                            | 문주리층 황강리층 명오리층 북노리층 서창리층 | E 층 비봉층 C 층 B 층 A 층 | -                | -                                        |
| 오르도비스기 캄브리아기         | 조선계 고운리층                              | 조선 누층군                                           | 조선 누층군   | 조선 누층군                                            | 충주층군             | 삼태산층 계명산층 대향산층                            | 문주리층 대향산 규암 향산리 돌로마이트층 | 서창리층 계명산층 향산리 돌로마이트층 대향산층  | 덕평층군   | 명오리층 내사리층 황강리층 구룡산층 화전리층 | 고운리층 조선 누층군                         | F 층 황강리층              | -                | -                                        |
| 오르도비스기 캄브리아기         | 조선계 고운리층                              | 조선 누층군                                           | 조선 누층군   | 조선 누층군                                            | 충주층군             | 삼태산층 계명산층 대향산층                            | 문주리층 대향산 규암 향산리 돌로마이트층 | 서창리층 계명산층 향산리 돌로마이트층 대향산층  | 미원층군   | 운교리층 증평층                              | 고운리층 조선 누층군                         | F 층 황강리층              | -                | -                                        |
| 선캄브리아기                    | -                                            | 군자산층 황강리층 창리층 (서창리층+명오리층) 문주리층 | -             | -                                                      | 옥천층군             | 문주리층 황강리층 명오리층 북노리층 서창리층 고운리층 | 계명산층                                 | -                                               | -          | -                                            | -                                            | MV 층                      | 수안보층군       | 고운리층 명오리층 황강리층 문주리층      |
| 선캄브리아기                    | -                                            | 군자산층 황강리층 창리층 (서창리층+명오리층) 문주리층 | -             | -                                                      | 옥천층군             | 문주리층 황강리층 명오리층 북노리층 서창리층 고운리층 | 계명산층                                 | -                                               | -          | -                                            | -                                            | MV 층                      | 충주층군         | 대향산 규암 향산리 돌로마이트층 계명산층 |

### 창리층과당재터널
옥천 지질도폭(1978)에 의하면 창리층은 옥천 누층군 최하위 지층으로 금강석회암에 의하여 덮이며 흑색천매암 및 흑색점판암으로 구성된다. 옥천군 군서면 자모리, 군북면 오동리지역은 흑색천매암이 우세하며 상부에 금강석회암이 있고 두 지역의 경계에 있는 산능선을 따라 함탄대가 발달한다. 그 남부의 옥천군 군서면 상지리~금산군 추부면 상지리 지역에서는 흑색 점판암이 우세하며 1매의 석회암과 3매의 함탄대를 협재한다. 마성산 일대에 분포하는 창리층은 북동 40°~동-서 주향을 가지며 흑색 천매암 및 흑색 점판암으로 구성된다. 상부에 금강석회암이 있으며 1매의 함탄대를 협재한다. 옥천군 안남면 지수리~동이면~금강휴게소 일대~영동군 심천면 일대에 넓게 분포하는 창리층은 대략 남-북 방향으로 분포하나 영동유원지 부근에서 동남동 방향으로 습곡되며 흑색 천매암, 흑색 점판암, 녹색암으로 구성되고 소규모의 석회암이 협재된다.
당재터널, 현재의 옥천터널은 구 경부고속도로의 터널로 옥천군 동이면 우산리와 청성면 묘금리의 경계에 위치한다. 이 구간은 경부고속도로 건설 당시 최악의 난이도를 가진 공사 구간으로 당시 토목 기술로 연장 500 m 이상의 터널을 공사하는 것이 불가능해 골짜기 쪽 경로를 택하였다. 그러나 이 터널이 건설된 곳은 옥천 누층군 창리층의 (변성)퇴적암이 분포하는 곳으로, 기반암이 약해 터널 천장이 무너지는 낙반 사고가 13번이나 발생해 11명이 사망한 후에야 터널이 완성되었다. 현재 당재터널은 옥천터널로 이름이 바뀌고 대구방향 터널은 금강로 (옥천군) 도로로 지금도 사용되고 있으며 터널 일부는 민간에 임대되어 스마트팜 시설로 활용되고 있다.
창리층과 당재터널
- 옥천 누층군 창리층, 옥천군 청성면 합금리
- 옥천군 동이면의 옥천 누층군 창리층, 구 경부고속도로 도로변
- 창리층을 뚫어 만든 옥천군 동이면의 구 경부고속도로와 옛 당재터널

### 문주리층
문주리층(Munjuri formation, 文周里層)은 옥천 습곡대 내 충주시와 괴산군, 보은군, 옥천군에 분포하는 옥천 누층군의 변성퇴적암 지층이다.
보은 지질도폭(1977)에 의하면 청주시 문의면 남동부, 보은군 회인면, 회남면 중부에 넓게 분포하며 옥천군 안내면 서부와 군북면에서는 북북동-남남서의 축을 갖는 향사 습곡에 의하여 여러 번 반복 분포한다. 보은군 문의면 마동리와 묘암리에서는 향산리층군 상위에 놓이며 그 동부에서는 향사 습곡에 의해 창리층에 덮이고 그 동측에서 향사구조의 동익으로 다시 노출된다. 본 지층은 주로 녹회색 천매암으로 구성되고 흑색 점판암과 혼펠스 규암을 협재한다. 옥천 지질도폭(1978)에 의하면 문주리층은 주로 회색 내지 암녹색의 천매암과 운모편암으로 구성된다.
옥천군 군북면 이평리의 환산로 도로변에는 아래와 같이 문주리층의 노두가 대규모로 노출되어 있다.
옥천군의 문주리층
- 북위 36° 21′ 50.0″ 동경 127° 33′ 39.1″ / 북위 36.363889°  동경 127.560861°
- 북위 36° 22′ 43.0″ 동경 127° 33′ 28.4″ / 북위 36.378611°  동경 127.557889°
- 북위 36° 22′ 42.8″ 동경 127° 33′ 30.4″ / 북위 36.378556°  동경 127.558444°
- 북위 36° 22′ 43.4″ 동경 127° 33′ 30.8″ / 북위 36.378722°  동경 127.558556°
- 북위 36° 22′ 43.6″ 동경 127° 33′ 30.7″ / 북위 36.378778°  동경 127.558528°
- 북위 36° 22′ 43.6″ 동경 127° 33′ 30.7″ / 북위 36.378778°  동경 127.558528°
- 북위 36° 22′ 46.0″ 동경 127° 33′ 28.6″ / 북위 36.379444°  동경 127.557944°

### 황강리층
황강리층은 제천시에서 옥천군까지 분포하는 옥천 누층군의 지층으로 옥천군 북서부에 분포한다.
보은 지질도폭(1977)에 의하면 황강리층은 옥천군 안내면과 군북면에 넓게 분포하며 문주리층과 창리층을 부정합으로 덮고 암회색 함력니질암으로 구성된다. 옥천 지질도폭(1978)에 의하면 황강리층은 광역변성작용을 받은 함력석회질니질암으로 하부에 금강석회암이 놓인다. 유백색의 중립결정질석회암인 금강석회암은 창리층 상위, 황강리층 하위에 놓이며 두께는 대개 2~4 m, 일부 지역에서 30 m이다.
옥천군 군서면 월전리, 국도 제37호선의 월전교차로 도로변에는 아래 사진과 같이 국도 제37호선(대청로)를 따라 황강리층이 200 m에 걸쳐 대규모로 드러나 있으며 월전교차로 바로 남서쪽에는 황강리층의 암회색 노두와 대비되는 밝은색의 암맥이 관입해 있다.
옥천군 월전교차로 도로변의 황강리층 노두
- 밝은색 암맥과 어두운색 황강리층 및 대청로 표지판
북위 36° 18′ 22.7″ 동경 127° 32′ 55.2″ / 북위 36.306306°  동경 127.548667°
- 노두 중앙
북위 36° 18′ 22.6″ 동경 127° 32′ 57.4″ / 북위 36.306278°  동경 127.549278°
- 노두 우측
북위 36° 18′ 23.2″ 동경 127° 32′ 58.2″ / 북위 36.306444°  동경 127.549500°

옥천군 군북면 이평리의 환산로 도로변에는 황강리층과 문주리층의 노두가 드러나 있다.
옥천군 군북면 이평리 환산로 도로변의 황강리층 노두
- 부소담악주차장 부근
북위 36° 21′ 17.8″ 동경 127° 33′ 28.7″ / 북위 36.354944°  동경 127.557972°
- 북위 36° 21′ 41.4″ 동경 127° 33′ 38.2″ / 북위 36.361500°  동경 127.560611°
- 북위 36° 21′ 42.3″ 동경 127° 33′ 39.2″ / 북위 36.361750°  동경 127.560889°

옥천군 군북면 옥천군 군북면 이백리 산 15-7, 비야대정로 도로변에는 황강리층의 노두가 드러나 있다.
옥천군 군북면 이백리 비야대정로 도로변의 황강리층 노두
- 북위 36° 19′ 57.3″ 동경 127° 32′ 03.7″ / 북위 36.332583°  동경 127.534361°

옥천군 동이면 우산리 산 12-19, 지방도 제505호선 도로변에는 황강리층의 노두가 드러나 있다.
옥천군 동이면 우산리 지방도 제505호선 도로변의 황강리층 노두
- 북위 36° 15′ 46.4″ 동경 127° 42′ 30.2″ / 북위 36.262889°  동경 127.708389°

옥천군 군서면 상중리 산 23-4 (N 36°17'32.36", E 127°30'39.30")의 도로사면에는 황강리층의 노두가 드러나 있다. 이곳의 황강리층은 천매암화된 함력이암으로 구성되며 층리면은 뚜렷하지 않다. 이암 내 역은 수 mm~10 cm 크기며 무질서하게 분포한다.

## 쥐라기화강암

### 옥천 화강암
옥천 화강암은 옥천군 옥천읍의 대부분과 동이면의 서부 일대에 원 모양으로 분포하는 화강암으로 이 암석이 분포하는 곳은 지형적으로 저지대를 형성하고 있는데 이는 차별 침식에 기인한 것이다. 중립질의 흑운모 화강암으로 주변 옥천누층군을 관입하였고 동부 및 서부에서는 석영반암의 관입을 받았다. 옥천 누층군은 이 화강암에 의해 상당한 접촉 변성 작용을 받았다. 황강리층은 관입 연변부가 거의 규화되어 석회규산염암화 되었고 문주리층의 연변부도 변성 작용의 산물로 보이는 광물이 나타난다. 현미경 하에서 사장석과 칼륨 장석의 함량비가 거의 비슷한 아다멜라이트(admaelite)상이다. 주요 구성 광물은 석영, 사장석, 정장석, 미사장석, 흑운모 등이며 인회석, 저어콘, 견운모, 휘석, 백운모 등이 부수적으로 수반된다. 칼륨-아르곤 연대 측정 결과 163 Ma로 발표된 바 있어 쥐라기 초의 관입암으로 간주된다.

### 청산 화강암
청산 화강암은 옥천군 청산면의 대부분과 청성면 동부에 분포하는 화강암이다. 청산 지질도폭(1985)에 의하면 거의 타원형으로 분포하는 저반(Batholith)이다. 본 암석은 평균 크기 5~6 cm의 장석 반정을 가지는 반상 화강암이다. 주요 구성 광물은 석영, 미사장석, 흑운모이며 그 외 저어콘, 견운모, 인회석, 각섬석, 백운모가 있다. 옥천 지질도폭()에 의하면 옥천 누층군의 창리층을 관입하였으며 칼륨-아르곤 연대 측정 결과는 164 Ma로 [[[쥐라기]] 초이다. 영동 지질도폭(1985)에 의하면 장석반정이 큰 것이 특징으로 야외에서 통일적인 방향성은 없다. 주요 구성 광물은 정장석, 사장석, 석영 및 미사장석 등이며 부 구성 광물은 백운모, 견운모다.

### 보은 화강암
보은 화강암은 보은군에 있는 화강암으로 그 분포지가 옥천군 안내면 오덕리, 청성면 능월리, 대안리, 안남면 도농리, 청정리 지역까지 연장된다. 대체로 담회색을 띠는 세립 내지 중립질의 등립화강암질조직의 화강섬록암이다. 주요 구성 광물은 사장석, 석영, 미사장석, 정장석, 흑운모이고 부성분으로 각섬석, 백운모, 녹렴석을 포함한다.

### 반상 흑운모 화강암 (쥐라기)
쥐라기의 반상 흑운모 화강암은 옥천군 이원면 윤정리, 미동리, 개심리, 평계리 지역에 분포하며 금산군 지역으로 연장된다. 금산군 서대산 지역에서 백악기 암석에 덮혀 있어 쥐라기의 암석이다.

## 백악기

### 영동층군시금리층
영동 분지의 퇴적암 지층 영동층군의 시금리층이 옥천군 이원면 원동리 남서부, 월이산 지역에 분포한다.

### 반상 흑운모 화강암 (백악기)
백악기의 반상 흑운모 화강암은 옥천군 이원면 강청리에서 용방리, 지탄리를 지나 영동군 심천면까지 분포한다. 본 암석은 옥천 누층군 문주리층을 관입하였고 백악기 석영반암에 의해 관입당했다. 쥐라기의 반상 흑운모 화강암과 비슷한 암상이나 관입 시기가 다르다.

### 석영반암
석영반암은 옥천군 군서면과 옥천읍의 경계 산악 지역에 분포하며 옥천 누층군 황강리층, 문주리층, 창리층, 쥐라기 옥천 화강암, 반상 흑운모 화강암을 관입했다. 본 암석은 엄밀히 말하여 석영반암 뿐만 아니라 화강반암, 장석반암, 규장암 등 여러 암석으로 구성되나 석영반암이 가장 우세하여 옥천 지질도폭에서는 석영반암으로 명명되었다.

### 산성, 염기성 암맥
산성 암맥은 규장암, 석영맥, 석영반암맥 등의 암맥이며 규장암, 석영반암맥은 주로 흑운모 화강암 중에 많이 관입해 있다. 석영맥은 주로 옥천 누층군 창리층내에 1m내외 폭으로 관입하는데 가장 많이 분포하는 지역은 옥천군 동이면 청마리 일대로서 10여 매를 볼 수 있다. 염기성 암맥은 극히 드물며 흑운모 화강암 지역에서 몇 개가 발견되는데 암종은 황반암(煌斑岩; lamprophyre)이다.

## 지질 유산

### 부소담악
옥천군 군북면 추소리 263-3 (N 36°21'15.97", E 127°33'31.09")의 추소정 부소담악은 물 위로 솟은 황강리층의 암석이 700 m에 걸쳐 병풍처럼 늘어서 있는 기암절벽으로 탐방 데크길이 조성되어 있다. 부소담악은 절벽으로 통행에 위험해 추소정 정자 이후 130 m까지만 탐방이 가능하고 그 이후는 통행이 금지되어 있다.
부소담악과 황강리층
- 금강 강변의 황강리층
- 부소담악 탐방로 바닥의 황강리층 노두
북위 36° 21′ 05.9″ 동경 127° 33′ 52.8″ / 북위 36.351639°  동경 127.564667°
- 부소담악 탐방로 조경석 (노두가 아님)
북위 36° 21′ 12.1″ 동경 127° 33′ 45.9″ / 북위 36.353361°  동경 127.562750°

### 돌팡깨
돌팡깨는 대한민국 충청북도 옥천군 군북면 항곡리에 위치한 옥천 누층군 황강리층 바위이다.
돌팡깨는 옥천군 군북면 항곡리 마을에 드러난 거대한 검은색 바위를 지칭하는 고유명사이다. 돌팡깨에는 안내판과 나무데크로 만들어진 탐방로가 설치되어 있다. 돌팡깨는 비야대정로 도로변에 위치해 접근성이 좋다. 바로 앞에 식당과 주차장이 있으며 도로명주소는 옥천군 군북면 비야대정로 536, 지번은 군북면 항곡리 152이다.
산골짜기에서 금을 캤다고 해서 유래된 항곡마을 입구에 널리 퍼져있는 옥천대 변성퇴적암인 흑색 금강석회암 지대로 마을 주민들은 이곳을 돌무더기가 있는 언저리라는 뜻으로 돌팡깨라고 부른다.
현지 안내문에 의하면 군북면 항곡마을은 마을 입구 돌팡깨를 중심으로 널리 퍼져있는 옥천 습곡대의 변성퇴적암인 흑색 금강석회암(황강리층) 지대이다. 항곡마을은 꾀꼬리봉과 백골산이 품어주어 아늑하고 평화스러우며 들어내지 않는 여유로움이 있는 곳으로 마을 전체가 옥천 누층군 황강리층의 흑색바위의 거대한 힘에 의해 평화롭게 자리잡고 있는 모습이다.
돌팡깨와 황강리층
- 돌팡깨 전경

## 같이 보기
- 대전광역시의 지질
- 금산군의 지질
- 영동군의 지질 (영동 분지)
- 옥천 누층군 창리층, 문주리층, 황강리층
- 한국의 지질